# Wieża strażnicza w Kocobędzu
Wieża strażnicza zamku w Kocobędzu w północno-wschodnich Czechach, w granicach historycznego Śląska Cieszyńskiego, to murowany obiekt zbudowany na przełomie XIII i XIV wieku. Jest własnością gminy Kocobędz. Jest częścią kompleksu pałacowego, który ma status nieruchomego zabytku kultury. Jest chroniony jako zabytek kultury Republiki Czeskiej.

## Opis
Wieża ma 10 m wysokości. Jest murowana z częściowo obrobionych bloków wapienia i piaskowca (najbliższy kamieniołom znajduje się w Rzece). Szczyt wieży wymurowany jest z cegły. Jej średnica stopniowo zwęża się wraz ze wzrostem wysokości, dzięki czemu wieża ma kształt mocno wydłużonego ściętego stożka. Dach nad murowanym z cegły sklepieniem, w kształcie dzwonu, jest pokryty gontem. Do wysokości 2 m mur ma grubość 60 cm.
Wieża pełniła funkcję ochronną i obronną.
Na żelaznym wiatrowskazie widnieje rok 1651, kiedy to właścicielem został Mikołaj z rodu Rudzkich z Rudz, który naprawił i zadaszył wieżę.
Dolna przestrzeń budowli służyła jako kaplica dla mieszkańców zamku.
W XIX wieku doszło do zamurowań, przebito okna i nowe wejście do wieży, wykonano dach w kształcie dzwonu, i umiejscowiono zegar. Budowla została także gładko otynkowana.

## Remonty
W 1954 roku wieża została odnowiona.
W 2004 roku obiekt został ponownie naprawiony. Fundamenty zostały wzmocnione specjalnym betonowaniem. Jego wewnętrzna część została wysypana piaskiem rzecznym i ściągnięta przez pięć żelaznych obręczy.
Dziś zwiedzanie wieży jest możliwe.